# Автошлях Т 0421
Автошля́х Т 0421 — автомобільний шлях територіального значення у Дніпропетровській області. Пролягає територією Дніпровського району через Дніпро — Новомиколаївку — перетин із М30E50. Загальна довжина — 24,5 км.
У місті Дніпро частково пролягає проспектом Богдана Хмельницького до вулиці Титова.

## Маршрут
Автошлях пролягає через населені пункти:
| Автошлях Т 0421          |                      |
| Дніпропетровська область |                      |
| Дніпровський район       |                      |
| Дніпро                   | Н08                  |
| Новоолександрівка        | Н08                  |
| Сурсько-Литовське        |                      |
| Новомиколаївка           |                      |
| Пашена Балка             |                      |
|                          | перетин з М30E50 Н11 |